# LAPCAT
Conceptos y Tecnologías de Propulsión Avanzada a Largo Plazo o CTPALP, (Long-Term Advanced Propulsion Concepts and Technologies o LAPCAT en sus siglas en inglés) es un proyecto financiado por la Comisión Europea, en el año 2008, con el fin de desarrollar el avión hipersónico del futuro. El objetivo principal de este proyecto es el de identificar y evaluar tecnologías de propulsión crítica necesaria para reducir los vuelos de larga distancia, por ejemplo, un vuelo de Bruselas a Sydney tardaría de 2 a 4 horas con velocidades de entre Mach 4 y 8.En pocas palabras este avión alcanza 5 veces la velocidad el sonido, albergan 300 pasajeros. Este proyecto pretende asegurar la competitividad europea para el futuro de vuelo de alta velocidad mediante la identificación de conceptos de propulsión potencial y la evaluación de tecnologías relacionadas con la crítica. Los principales objetivos son, por tanto: a) definir y evaluar los ciclos de propulsión y conceptos diferentes para el vuelo de alta velocidad en términos de turbinas y cohetes de ciclos combinados, turbo-compresores eficientes en masa e intercambiadores de calor y tecnologías de inyección de alta presión y de combustión supersónica.

## Historia
La propulsión es un principio inspirado en la Tercera Ley de Newton "Toda fuerza ejercida provoca una reacción igual pero en dirección opuesta". El primer antecedente conocido de la propulsión a chorro fue creado por Herón de Alejandría en el siglo I d. C. y se llamó Eolípilo, una máquina de vapor que funcionaba mediante la producción de un chorro vertical de agua por la presión de aire. Esta máquina sólo se utilizó para demostrar que un chorro de vapor que sale por detrás es capaz de impulsar hacía adelante al aparato generador del chorro. Posteriormente el italiano Giovanni Branca en 1629 utilizó la propulsión para crear un turbina de vapor que impulsaba a una troqueladora. En 1791 el inglés John Barber registró la primera turbina de gas patentada. Pero fue hasta 1910 que Henri Marie Coanda construyó un biplano con propulsión a chorro, que no fue aceptado por la sociedad. En 1918 se construyó un turbo compresor para su utilización en aviones convencionales. Entre 1930 y 1950 se desarrollaron varios modelos aeronáuticos utilizando la propulsión como el modelo de turborreactor de Frank WHittle, el estatorreactor del aeronáutico francés René Leduc, y fue hasta 1947 que la compañía estadounidense Bell Aircraft consiguió fabricar el Bell-X1 un avión que lograba por primera vez romper la barrera del sonido (tuvo que despegar desde la estratósfera para lograrlo) era propulsado por un motor cohete de cuatro cámaras con combustible líquido y poco tiempo después el Douglas Skyrocket con el mismo principio que el X1 logró romper la barrera del sonido despegando desde piso firme.
El desarrollo de la propulsión a chorro ha tenido grandes avances tanto en el aspecto militar como el social y se han construido aviones que pueden superar la velocidad del sonido varias veces; se ha utilizado este principio para la creación de naves espaciales o cohetes tan potentes que son capaces de poner en órbita satélites; también para desarrollar misiles balísticos intercontinentales, así como en aviones supersónicos.
Un antecedente de CTPALP como ya se mencionó son los aviones supersónicos, el ejemplo más conocido es el Concorde; sin embargo previamente existió el Tupolev Tu144 un avión ruso que se eliminó debido a los accidentes provocados. El Concorde voló durante 27 años, realizó muchos vuelos comerciales pero eran tan costoso que los vuelos resultaban no redituables, además se prohibió su paso por aires norteamericanos por el daño que provocaba a la capa de ozono.
Lo que busca CTPALP es utilizar la propulsión de manera inteligente para crear nuevos instrumentos que beneficien a la sociedad, por ejemplo aviones más veloces y ecológicos, misiles, etc. en realidad puede mejorar cualquier dispositivo que utilice el principio de la propulsión como se mencionó anteriormente.

## Diseño General
En su diseño, este tipo de aeronaves no varían en gran forma de las aeronaves comerciales, en lo que se refiere a una cabina, un almacén de equipaje, zona de pasajeros y los componentes esenciales de un avión convencional de pasajeros o carga. Sin embargo, donde se nota la diferencia con cualquier avión es en su diseño exterior, este cambio viene debido a su tecnología de alta propulsión.
El avión ideal para el tipo de vuelo supersónico necesita una forma muy similar a un misil, contando con las alas para darle tanto dirección y presión para poder elevarse. Sin embargo, las alas de este avión serían más pequeñas ya que para preservar los medios indicados para una velocidad deseada se requiere de tener la menor superficie posible y así crear la menor fricción.
Con este mismo concepto de menor superficie de contacto para obtener la menor fricción posible es que se hace un diseño de tipo misil para el cuerpo del avión, como se menciona anteriormente. Este diseño se hace para tener una gran cualidad aerodinámica y así no se pierda velocidad al chocar con el aire en su trayecto. Para ser más claros, un avión funciona de una manera muy similar, si no idéntica, a un barco. Cuando se tiene un barco con una base amplia el agua va a detenerlo más fácil, sin embargo si se tiene un barco con una base delgada y afilada de la punta del barco este avanzara más fácil por el cuerpo de agua.

## Elementos Específicos
Los "reaction engines" se denominan motor jet, o motor a reacción o simplemente reactor.
La mayoría de los motores a reacción modernos son realmente turbofáns, donde un compresor de baja presión actúa como un ventilador, proporcionando aire comprimido no sólo al núcleo del motor, sino a un conducto de derivación. El flujo de aire derivado bien pasa a una tobera fría separada o se mezcla con los gases de salida de la turbina de baja presión, antes de expandirse a través de una tobera de flujo mixto.
Algunos ejemplos de aeronaves que utilizan este tipo de sistema de propulsión son: el Pratt & Whitney F100, el que monta el F-15 Eagle.

## Componentes principales
Los componentes principales de un motor a reacción son similares en los diferentes tipos de motor, aunque no todos contienen todos los componentes. Las principales partes incluyen:
Entrada o toma de aire: para aviones subsónicos, la entrada de aire hacia el motor a reacción no presenta dificultades especiales, y consiste esencialmente en una apertura que está diseñada para reducir la resistencia como cualquier otro elemento del avión. Sin embargo, el aire que alcanza al compresor de un reactor normal debe viajar a una velocidad inferior a la del sonido, incluso en aviones supersónicos, para mantener una mecánica fluida en el compresor y los álabes de la turbina. A velocidades supersónicas, las ondas de choque que se forman en la entrada de aire reduce la presión en el compresor. Algunas entradas de aire supersónicas utilizan sistemas, como un cono o rampa, para incrementar la presión y hacerlo más eficiente frente a las ondas de choque.
Compresor o ventilador: el compresor está compuesto de varias etapas. Cada etapa consiste en álabes que rotan y estátores que permanecen estacionarios. El aire pasa a través del compresor, incrementando su presión y temperatura. La energía se deriva de la turbina que pasa por el rotor.
Eje: transporta energía desde la turbina al compresor y funciona a lo largo del motor. Puede haber hasta tres rotores concéntricos, girando a velocidades independientes, funcionando en sendos grupos de turbinas y compresores.
Cámara de combustión: es el lugar donde se quema continuamente el combustible en el aire comprimido.
Turbina, o turbomáquinas: como comúnmente se le conoce actúan como un molino de viento, extrayendo la energía de los gases calientes producidos en la cámara de combustión. Esta energía es utilizada para mover el compresor a través del rotor, ventiladores de derivación, hélices o incluso convertir la energía para utilizarla en otro lugar. El aire relativamente frío puede ser utilizado para refrigerar las palas y álabes de la turbina e impedir que se fundan.
Posquemador: produce un empuje adicional quemando combustible, generalmente de forma ineficiente, para aumentar la temperatura de entrada de la tobera.
Tobera o salida: los gases calientes dejan el motor hacia la atmósfera a través de una tobera, cuyo objetivo es producir un chorro de gases a altas velocidades. En la mayoría de los casos, la tobera es convergente o de área de flujo fija.
Tobera supersónica: si la relación de presión de la tobera (la división entre presión de entrada de la tobera y la presión ambiente) es muy alta, para maximizar el empuje puede ser eficaz, a pesar del incremento de peso, utilizar una tobera convergente-divergente o de Laval. Este tipo de tobera es inicialmente convergente, pero más allá de la garganta (la zona más estrecha), empieza a incrementar su área en la parte divergente.
Debido a los componentes que conforman este sistema de propulsión, todas las combustiones y procesos químicos llevados dentro de éste producen un nivel cero de emisiones.

## Futuro
CTPALP (Conceptos y Tecnologías de Propulsión Avanzada a Largo Plazo) estará disponible en el 2030 para vuelos civiles, en el un vuelo con duración actual de 18-21 horas tendría una duración aproximada de 4 horas.
El proyecto de la empresa de propulsores espaciales Reaction Engines ya ha desarrollado el “avión-concepto” capaz de cumplir el desafío: el A2 Mach 5 Civil Transport.
El A2 se basa en un motor de hidrógeno capaz de alcanzar la velocidad de Mach 5 y un fuselaje diseñado para resistir esa velocidad y transportar 300 pasajeros.
Todo este “avión-concepto” está inspirado en los ingenios espaciales, e igual que el fuselaje del A2, está inspirado en el vehículo espacial Skylon. También lo están sus turbinas, las ‘Scimitar‘. Este motor de hidrógeno es un derivado del Sabre empleado en cohetes lanzadera, el Scimitar comparte con el motor espacial Sabre la mayor parte de la tecnología pero ha sido diseñado para tener un ciclo de vida mucho más largo.
El lapcat ha dado sin duda un giro a la industria aeronáutica e indudablemente será el avión del futuro difícil de superar, sobre todo al tomar en cuenta el medio ambiente, ya que emitirá una mínima cantidad de CO2 uno de los gases emitidos por las turbinas de las aeronaves junto a los NOx, entre muchos otros, que deteriora la capa de ozono y contribuye al calentamiento global; una considerable reducción en la emisión de dichos contaminantes, no solo cumple con los convenios, normas y leyes especuladas para las aeronaves respecto al daño ambiental, sino que disminuye casi en su totalidad el impacto ambiental que causan las mismas.
En un futuro no muy lejano podremos ver y disfrutar de los beneficios que tendrá la nueva era de los aviones, los cuales ofrecerán, aparte de todo, un precio relativamente módico.